# Museum de Oude Wolden
Le Museum de Oude Wolden est un musée local situé dans le village de Bellingwolde, aux Pays-Bas. Il se consacre à l'art et à l'histoire des régions d'Oldambt et de Westerwolde, à l'est de la province de Groningue.
Inauguré le 10 août 1973, le musée expose initialement des objets historiques relatifs à la vie quotidienne. À la fin des années 1990, il commence à présenter les œuvres du collectif d'artistes De Ploeg et du peintre réaliste magique Lodewijk Bruckman. Depuis 2012, il propose une exposition permanente des peintures de Bruckman ainsi que des expositions temporaires.
Le musée est financé principalement par la municipalité de Bellingwedde. Entre 2013 et 2016, il enregistre environ 4 700 visiteurs annuels, le plaçant parmi les musées les moins fréquentés de Groningue.

## Histoire
Le musée est inauguré le 10 août 1973 par Jurjen Jan Hoeksema, alors maire de Bellingwedde. À la fin des années 1960, la province de Groningue sollicite auprès du gouvernement national une subvention pour l'établissement d'un nouveau musée à Bellingwolde. Bien que la subvention soit refusée, l'État finance indirectement la restauration du bâtiment du musée par le biais d'un programme d'emploi subventionné.